# Gli esordi
Gli esordi è un romanzo di Antonio Moresco pubblicato da Feltrinelli nel 1998 e riedito, con numerose modifiche, da Mondadori nel 2011. È la prima parte della trilogia Giochi dell'eternità, che comprende anche Canti del caos e Gli increati.

## Trama

### Scena del silenzio
Un giovane novizio in un seminario agli inizi degli anni Sessanta possiede una spiccata sensibilità e un grande senso di osservazione per quanto gli accade intorno, che compensa la sua mancanza di vocazione. Un giorno decide di osservare un periodo di silenzio totale, ma la vita nell'istituto religioso è tale che chi lo circonda tarda a accorgersi della sua risoluzione.
Nella sua camerata viene ammesso anche un “uomo con gli occhiali” vestito in abiti civili, che a quanto pare ha già tentato in passato la strada del seminario per poi uscirne, e insistere per essere riammesso. Il maggiore dei prefetti del seminario, soprannominato il Gatto, si accorge un giorno che il protagonista scrive qualcosa su un foglio che non vuole mostrargli, e da quel momento moltiplica la propria presenza fino a impadronirsi dello scritto, salvo poi tardare giorni e giorni a leggerlo, quasi volesse ottenere prima la sua resa di coscienza.
Un giorno viene a prelevarlo in seminario un motociclista incaricato di portarlo a Ducale, a casa di parenti, perché deve essere sottoposto a un piccolo intervento chirurgico. Ducale è una grossa villa con parco e pertinenze abitata dalla famiglia dello Ziò e dalla servitù. Il protagonista, che ancora non parla ma nessuno sembra dargli peso, viene circonciso e trascorre a Ducale il periodo di convalescenza; negli stessi giorni Turchina si sposa e la festa ha luogo nel parco. In seguito, la vita continua in una serie di episodi tra il realistico e il fantastico, forse deformati dalla fantasia ipersensibile del protagonista: la Pesca usa una zampa di gatto come accessorio personale, Lenìn alleva piccioni viaggiatori, la Dea alleva pesci nella vasca da bagno che poi uccide battendoli con forza sul pavimento, lo Ziò si diverte a sparare all'albero borchiato, la cui corteccia è ormai crivellata di bossoli che l'uomo di fatica Bortolana lucida periodicamente.
L'apice della permanenza a Ducale coincide con l'incendio della massa, un rito che evidentemente viene ripetuto periodicamente: l'enorme massa delle immondizie accantonata dietro l'orto viene irrorata di combustibile e bruciata in un rito che attira non solo curiosi dal paese, ma persino Turchina che torna dai genitori a gravidanza molto avanzata. L'emozione dello spettacolo, le fiamme altissime che affascinano tutti gli spettatori le provocano le doglie, e viene portata in fretta a partorire in una delle camere della villa.
Poco dopo l'incendio della massa in Nervo, l'autista di Ducale, riaccompagna il protagonista con la moto fino al seminario. Riprende la vita con i suoi ritmi; l'uomo con gli occhiali non c'è più, il Gatto viene ordinato sacerdote e parte per la sua destinazione. Il priore si accorge finalmente che il protagonista non parla più quando procede alla confessione; neppure il Cavatappi, sacerdote chiamato così per la sua abilità nella confessione, riesce a sgelarlo. Fa scena muta persino quando viene inviato dal padre celestino.
Improvvisamente, all'inizio dell'autunno, il protagonista ha un'esperienza di comprensione dettata forse dalla sua elevata sensibilità, e si domanda se abbia raggiunto la grazia. Per la prima volta dall'inizio della narrazione, al padre priore che gli domanda se è certo di avere sentito la chiamata del Signore, risponde a voce alta “Sì, padre.”

### Scena della storia
La narrazione si sposta in un'imprecisata regione di montagna a ridosso del confine nazionale, stretta tra la frontiera e la riva di un lago. Si intuisce che Il protagonista e voce narrante è lo stesso della prima parte perché sappiamo che ha studiato per diventare prete. Adesso è il giovane attivista di un'organizzazione, presumibilmente della sinistra extraparlamentare, che svolge un'attività politica imprecisa, consistente nell'affissione di manifesti, riunioni in sedi semiclandestine e comizi pubblici il cui contenuto non viene mai riportato nella narrazione.
Poco per volta si raccolgono intorno al narratore alcuni aiutanti: un cieco che si occupa della logistica dei comizi in piazza, l'operaio dalla faccia bianca, un uomo soprannominato Sonnolenza per il suo torpore. Un giorno alla sede del movimento, nella cittadina di Slandia, si presenta un uomo che ha falce e martello tatuati sul torace; dimostra interesse per l'attività, ma quando il protagonista si reca all'indirizzo che ha fornito scopre che si tratta di un truffatore che ha circuito e derubato una madre vedova e sua figlia.
Continuano i giri di proselitismo. Gli attivisti si spostano a bordo di un'utilitaria costruita in plastica, stipati nell'abitacolo insieme al materiale per l'allestimento del palco per i comizi. L'ultima comparsa in pubblico ha luogo in un posto che si scoprirà più tardi è vicino a Ducale; il protagonista viene ricevuto cordialmente da un colonnello dei piumanti (così vengono definite le forze dell'ordine nel romanzo) e applaudito con entusiasmo dai presenti. Dopo di che, al suo ritorno in sede, trova l'uomo calvo il quale è molto contento del suo lavoro. Il movimento ha però deciso di trasferirlo in una nuova destinazione, nella città di Bindra, dove avrà a disposizione una grande sede e una poderosa organizzazione.
Il protagonista giunge a Bindra ma trova il grosso edificio della sede completamente abbandonato; i cassetti sono pieni di tessere e domande di adesione al movimento, ma tutto è deserto e in preda ai topi. Si installa nel desolato appartamento all'ultimo piano. Non riesce a stare con le mani in mano né a mettersi in contatto con il Centro, per cui decide di cercare i candidati che hanno presentato domanda, per vedere se riesce a reclutarli. Con pazienza e molto lavoro riesce a rimettere in funzione una motocicletta ritrovata in cantina e comincia i suoi giri in città, ma tutti gli indirizzi che verifica corrispondono a edifici demoliti, abbandonati o bruciati da tempo.
Gli sembra intanto di percepire una presenza nei locali della sede, qualcuno che sposta carte e documenti dagli scaffali alle scrivanie e viceversa, senza mai farsi vedere. Inizia un nuovo giro in città e nei dintorni, alla ricerca delle sedi e dei circoli locali i cui indirizzi ha trovato nelle carte e nei documenti, ma al loro posto trova sempre esercizi commerciali i cui proprietari non sanno nulla di cosa ci fosse in precedenza nei locali.
Un giorno finalmente riesce a incontrare il misterioso abitatore della sede, un ragazzo che sostiene di essere stato il vice del responsabile. Vive nascosto dietro un angolo di muro. Giunge anche un mediatore che ricorda come la proprietaria dell'immobile vanti ancora pigioni arretrate. La proprietaria stessa viene a piangere per supplicare che le lascino i locali, ha perduto tutto il suo patrimonio per un raggiro dell'uomo dal tatuaggio, che anche in questo caso ha sedotto contemporaneamente anche la figlia.
L'unico tesserato che paghi puntualmente la quota è il Gagà, un uomo elegante di una certa età che frequenta locali da ballo. Il protagonista ne è affascinato perché gli racconta spesso episodi della propria militanza, come la guerra di Spagna; lo accudisce anche quando si ammala gravemente e è costretto a letto, e gli racconta la propria esperienza di assistente dell'imbalsamatore che preparò il corpo di V.I. Lenin alla morte. Il vice gli rimprovera di trascurare il lavoro perché è sempre al capezzale del Gagà. Quando l'uomo muore, il protagonista abbandona Bindra e torna nella zona di confine dove viveva prima. Qui scopre che il cieco, che gli dà ospitalità per una notte, è diventato sindaco del paese.
Ritorna in contatto con l'organizzazione. Viene anche a sapere da un compagno di Ducale che la Pesca si è messa a fare la vita, e dorme con chiunque. Rispunta l'uomo calvo, il referente nell'organizzazione, che propone esplicitamente al protagonista di diventare un “guerriero”. La risposta è sì.

### Scena della festa
“In una grande città dell'emisfero boreale” che viene citata una sola volta, Milano, il protagonista vive da solo in un appartamento, con il fermo proposito di diventare scrittore. Ha inviato il manoscritto di un romanzo a diverse case editrici. Un giorno suona il campanello un messo inviato da un editore, che sarebbe assolutamente entusiasta del suo testo. Vuole pubblicarlo e si raccomanda di chiamarlo immediatamente in ufficio.
Il protagonista esce di casa alla ricerca di un telefono a gettoni. Gli risponde però la segretaria dell'editore, che ha dovuto assentarsi con urgenza; le ha raccomandato di spiegargli l'importanza del suo manoscritto, vuole assolutamente pubblicarlo, il protagonista deve richiamare il giorno seguente a una data ora.
Inizia un'odissea telefonica. Ogni volta che il protagonista chiama, l'editore ha dovuto assentarsi con urgenza per prendere un aereo, per partecipare a una festa di compleanno di un autore, per discutere di pubblicazioni. E, sempre, ha raccomandato alla segretaria di far capire al suo interlocutore l'importanza capitale del testo. A volte tra una telefonata e l'altra passano giorni, settimane, interviene sempre qualcosa all'ultimo momento per sviare l'incontro. La segretaria si lascia andare a confidenze, lascia intendere che ha una relazione con l'editore, il quale le confida anche nei momenti di intimità quanto sia importante per lui pubblicare il romanzo.
Il protagonista, deluso, chiede di riavere indietro il manoscritto; la segretaria si spazientisce perché lui non comprende la volontà dell'editore di dare alla luce il suo testo. Il protagonista si presenta di persona nella sede della casa editrice. L'editore è in ufficio, ma è emozionato per la sua presenza e non sa come affrontarlo. La segretaria cerca di blandirlo. Il gioco a rimpiattino dura ancora: ogni volta che l'autore si presenta per ritornare in possesso del suo manoscritto, l'editore non è nella predisposizione di incontrarlo finché, il giorno in cui finalmente riesce a mettere le mani sull'opera, ha luogo l'incontro fatale. 
Con enorme sorpresa, il protagonista scopre che l'editore non è altri che il Gatto, il prefetto maggiore del seminario dove ha studiato da ragazzino. Anche lui ha abbandonato la vocazione. Da questo momento in poi il racconto ruota intorno alla pubblicazione del manoscritto, che secondo il Gatto sarà di importanza decisiva per storia della letteratura. I due fanno lunghe passeggiate, si vedono spesso, il testo è in tipografia (anche se l'autore lo vede intonso nell'ufficio dell'editore). Ogni tanto nella città il protagonista si imbatte in strani personaggi nei quali riconosce scrittori e personaggi letterari, come Blaise Pascal, Sylvia Plath, Bartleby lo scrivano. I riconoscimenti si moltiplicano durante una festa da ballo in casa editrice: Puškin, La piccola Caterina di Heilbronn. Il rapporto tra il protagonista e il Gatto si allenta, si rinsalda. L'editore arriva persino a proporre la distruzione del testo come massima forma di riconoscimento estetico, in alternativa alla pubblicazione.
Il romanzo termina quando il protagonista è sul punto di pronunciare il suo terzo “Sì” dopo il consenso alla vocazione (ultimo capitolo della prima parte) e la volontà di diventare guerriero (ultimo capitolo della seconda parte).

## Personaggi
Seminario
- Il Gatto, prefetto maggiore del Seminario.
- Il priore, la sua testa ha una forma irregolare come se fosse rimasto vittima di un grave incidente cranico.
- L'uomo con gli occhiali, viene accolto controvoglia tra i seminaristi e rimane in borghese. Si comporta come se si trovasse al convento per nascondersi, non per vocazione.
- il Cavatappi, sacerdote confessore.

Ducale
- lo Ziò, il padrone di casa, padre di Turchina e marito della Dea;
- la Dea (Iole nella prima ed. Feltrinelli), moglie dello Ziò;
- Turchina, figlia dello Ziò e della Dea, si sposa nel capitolo 9;
- il Nervo, l'autista di Ducale;
- Lenìn, custode di Ducale e marito di Dirce;
- Dirce, moglie di Lenìn;
- Maciste, figlio primogenito di Lenìn;
- l'Albino, figlio secondogenito di Lenìn;
- la Pesca, figlia di Lenìn; è leggermente strabica. La sua presenza ritorna anche più avanti nella narrazione, come vago richiamo sentimentale per il protagonista;
- Bortolana, uomo di fatica aiutante di Lenìn.

Slandia e il confine
- l'uomo calvo, il suo superiore nella gerarchia del movimento, insegna al protagonista l'attività politica che lo aspetta nella regione di confine.
- il cieco, è il primo ad aiutare il protagonista nella sua attività di proselitismo; pretende di controllare tutto ciò che accade durante i comizi anche se non può vedere.
- Sonnolenza, un attivista che sembra in preda a narcolessia, ma forse è solo molto lento nel rispondere.
- l'uomo dal tatuaggio, ha falce e martello tatuati sul torace, sbarca il lunario facendosi mantenere da donne vedove che circuisce e deruba.
- l'operaio dalla faccia bianca, in realtà non ha volto, nessuno riesce a distinguere i suoi lineamenti; è uno degli aiutanti del protagonista.

Bindra
- il vice, è un ragazzo che si nasconde nella sede del partito e sostiene di essere stato il vice del precedente responsabile; è sempre titubante quando si tratta di fare proselitismo all'esterno.
- il Gagà, è in pratica l'unico tesserato che continui a pagare le quote mensili; frequenta locali da ballo e racconta al protagonista episodi del proprio passato di militante; sostiene di essere stato presente alla morte di V.I.Lenin.
- la madre del Gagà, convince poco per volta il protagonista a prestargli assistenza quando si ammala gravemente.
- la padrona dell'edificio, è un'altra vedova vittima dei raggiri dell'uomo tatuato.

Milano, la grande città dell'emisfero boreale
- l'editore, ansioso di pubblicare il romanzo scritto dal protagonista, dal 7º capitolo della terza parte si rivela la sua identità: è il Gatto.
- la segretaria dell'editore, ha una relazione con il suo datore di lavoro.
- il messo della casa editrice.

## Critica
La scrittura di Gli esordi impegna il suo autore dal gennaio 1984 alla primavera 1998: 15 anni, dei quali 4 dedicati alla stesura e 11 a una serie di revisioni successive, fino alla pubblicazione presso Feltrinelli.
L'autore riferisce di aver iniziato nel 1990 a sottoporre agli editori un dattiloscritto di 830 cartelle, ricopiato dai grandi fogli a quadretti sui quali l'aveva scritto a mano:
(Antonio Moresco, 1998)
Iniziato quando Moresco aveva 36 anni, il romanzo vede la pubblicazione quando ne ha 51. Come nota Tiziano Scarpa, che lesse il manoscritto per conto dell'editore, quella di Moresco è una scrittura completamente imbevuta di immagini. Le pagine sono una successione di descrizioni, quasi sempre scritte all'indicativo imperfetto per dare un senso di continuità nel tempo passato, di azione ripetuta e al tempo stesso di indeterminazione. Soprattutto la seconda parte, “La scena della storia”, fa pensare a un Kafka depurato tuttavia da argomentazioni dichiarative e preoccupazioni metafisiche.
Un'altra caratteristica rilevante della scrittura di Moresco è quella che Scarpa definisce abolizione totale della psicologia intesa come rovello sulle relazioni e rapporti di potere. Il lettore non può mai capire cosa pensano i personaggi, deve limitarsi a desumere le loro motivazioni dai fatti e dagli atti. I dialoghi in realtà non dicono nulla dei protagonisti né fanno avanzare la trama, potrebbero essere omessi o quantomeno trasformati in esposizione: infatti nella quasi totalità dei casi le battute di discorso diretto terminano con un punto esclamativo o un punto interrogativo. 
Tiziano Scarpa propone un tentativo di classificare la struttura del romanzo come una metafora:
| Prima parte   | Inferno (incendio della massa di rifiuti)     | Età del Padre     | silenzio del protagonista  | parola taciuta |
| Seconda parte | Purgatorio (inattività nella sede di partito) | Età del figlio    | impegno politico           | parola parlata |
| Terza parte   | Paradiso (il ballo degli scrittori)           | Età dello spirito | comunicazione pentecostale | parola scritta |

La ricchezza del libro è nella miriade di fatti, di avvenimenti spesso assolutamente ordinari (specialmente nella prima parte e nella terza) sui quali si posa lo sguardo stupefatto della voce narrante con l'effetto di una equivalenza assoluta tra fatto e pensiero, tra mondo e coscienza. Ne emerge una vivida epica dell'individuo, una parabola sul suo destino nella nostra epoca che rende arduo classificare questo romanzo con i parametri consueti: non è letteratura mimetica ma neppure fantastica.

## Edizioni
- Antonio Moresco, Gli esordi, Feltrinelli, Milano, 1998, pp. 544.
- Antonio Moresco, Gli esordi, Milano, Mondadori, 2011.
- Antonio Moresco, Aufbrüche, traduzione in tedesco di Ragni Maria Gschwend, Ammann, Zurigo, 2005, pp. 652.